# Cabatuan (Isabela)
Cabatuan is een gemeente in de Filipijnse provincie Isabela in het noordoosten van het eiland Luzon. Bij de laatste census in 2007 had de gemeente ruim 34 duizend inwoners.

## Geografie

### Bestuurlijke indeling
Cabatuan is onderverdeeld in de volgende 22 barangays:
| - Calaocan - Canan - Centro - Culing Centro - Culing East - Culing West - Del Corpuz - Del Pilar - Diamantina - La Paz - Luzon | - Macalaoat - Magdalena - Magsaysay - Namnama - Nueva Era - Paraiso - Rang-ay - Sampaloc - San Andres - Saranay - Tandul |

## Demografie
Cabatuan had bij de census van 2007 een inwoneraantal van 34.079 mensen. Dit zijn 2.420 mensen (7,6%) meer dan bij de vorige census van 2000. De gemiddelde jaarlijkse groei komt daarmee uit op 1,02%, hetgeen lager is dan het landelijk jaarlijks gemiddelde over deze periode (2,04%). Vergeleken met de census van 1995 is het aantal mensen met 5.630 (19,8%) toegenomen.

De bevolkingsdichtheid van Cabatuan was ten tijde van de laatste census, met 34.079 inwoners op 80,77 km², 421,9 mensen per km².